# Chianocco
Chianocco (Cianoch in piemontese, Tsanuch in francoprovenzale, Chanoux in francese - pron. fr. AFI: [ʃanu]) è un comune italiano di 1 498 abitanti della città metropolitana di Torino, in Piemonte. Fino all'avvento del regime fascista la denominazione ufficiale era Chianoc. Si trova in Val di Susa.

## Storia

### Simboli
Il gonfalone in uso è un drappo partito di giallo e di rosso in cui lo stemma è però rappresentato partito con gli smalti invertiti, ovvero di rosso e d'oro.

## Monumenti e luoghi d'interesse

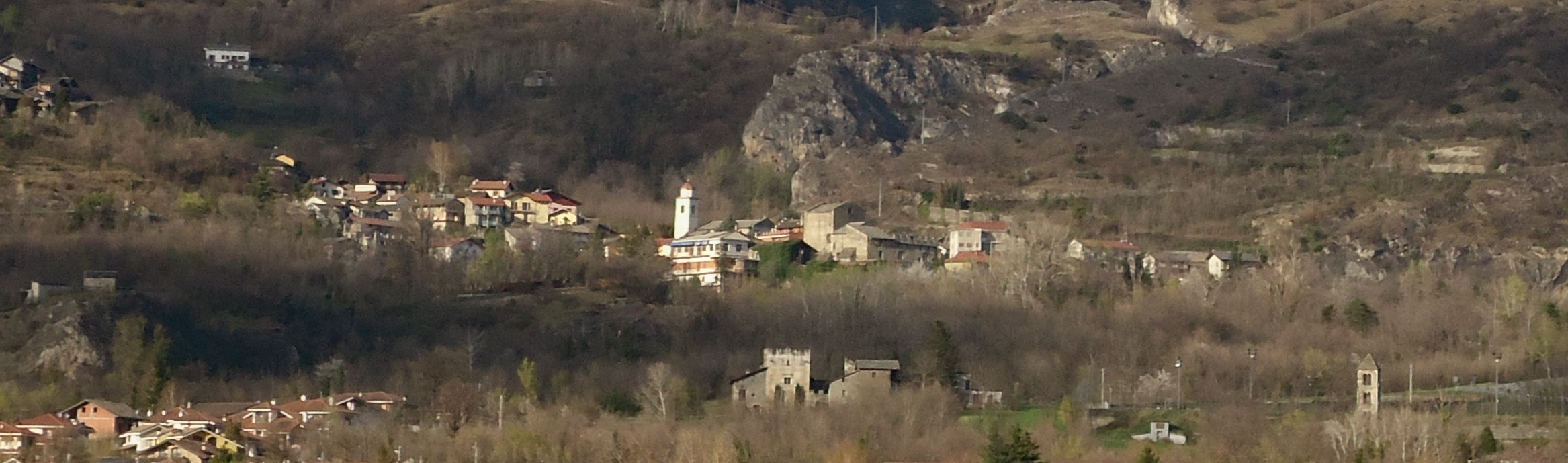
Chianocco, panoramica. Dal centro a sinistra la Cappella di S. Ippolito, in basso la Casaforte, in alto il Castello davanti alla chiesa parrocchiale settecentesca e alla forra dell'Orrido, a destra il campanile romanico della chiesa sconsacrata di S. Pietro

Chianocco conserva ancora notevoli vestigia medioevali, presentando due delle strutture meno rimaneggiate dai tempi antichi nell'ampio panorama dei Castelli in Val di Susa. Sulle pendici del paese, che è inframmezzato da ampi tratti di campagna, sorgono infatti quattro monumenti medioevali, tutti posti ad Ovest del rio Prebec ad alcune centinaia di metri uno dall'altro.

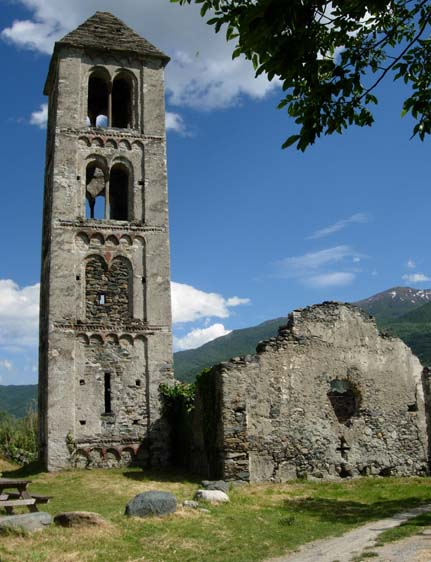
La chiesa sconsacrata di S. Pietro di Chianocco, abbandonata per le alluvioni

Visibile dalla strada Provinciale che sale al capoluogo vi è innanzitutto la chiesa sconsacrata di San Pietro, risalente all'XI secolo, più volte rialzata per far fronte agli accumuli di terreno dovuti alle alluvioni del torrente Prebec ed infine abbandonata.

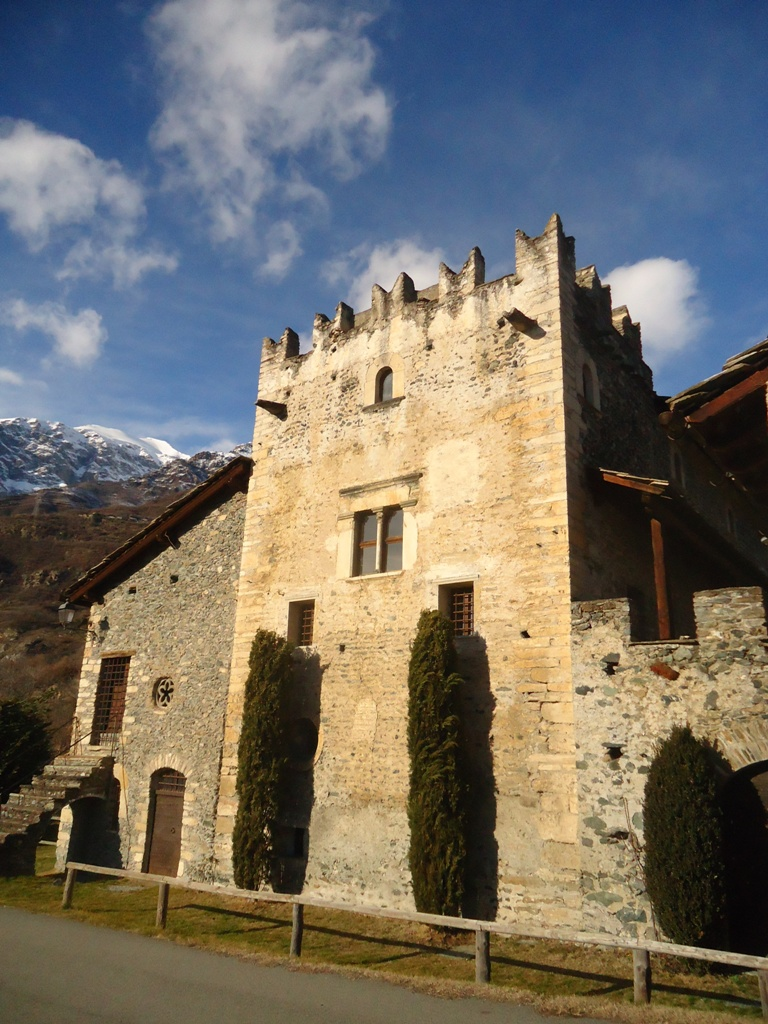
Casaforte Chianocco vista del fronte sud

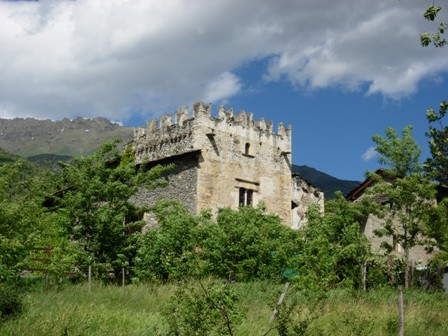
La Casaforte romanica di Chianocco

Poco più a monte della chiesa, in via Torre, si trova la Casaforte di Chianocco, monumento romanico che presenta molte caratteristiche costruttive medioevali.
Alle spalle della Casaforte, su uno sperone roccioso che la rende poco visibili, si trova la cappella di Sant'Ippolito, oggi al centro del cimitero del paese e con all'interno interessanti affreschi del XV secolo.
Lontano alcune centinaia di metri dalla Cappella, alla sommità della conoide alluvionale del torrente Prebec e di fronte all'attuale chiesa parrocchiale, si trova il castello di Chianocco costruito dai Bertrandi, feudatari di buona parte del paese nel XIII e XIV secolo. Presenta anch'esso strutture architettoniche peculiari e ben conservate del romanico valsusino, soprattutto in alcune parti del complesso. Il Castello ospita oggi in alcune sale il Museo degli Antichi Mestieri.
Sulla montagna, in borgata Molè, si trova un antico torchio per spremitura all'aperto del vino.

### Aree naturali
La riserva naturale dell'orrido di Chianocco esercita da tempo un buon richiamo turistico. Sulla montagna, elemento caratteristico è il "Chouqué d'Margrit", torre in terra di formazione naturale. Il territorio si presta a itinerari ciclistici ed escursionistici.

### Via Francigena
Per il territorio di Chianocco passa la Via Francigena, ramo del Moncenisio, proveniente dal centro storico di Bussoleno e dirigentesi successivamente verso Bruzolo.

## Società

### Evoluzione demografica
Abitanti censiti

### Etnie e minoranze straniere
Secondo i dati Istat al 31 dicembre 2017, i cittadini stranieri residenti a Chianocco sono 68, così suddivisi per nazionalità, elencando per le presenze più significative:
1. Romania, 42

## Economia
Un tempo sede del Cotonificio Vallesusa, ora a Chianocco la realtà di maggiore importanza è il centro commerciale Le Rondini, in frazione Vernetto, la parte del paese maggiormente sviluppata in campo economico.

## Amministrazione
Di seguito è presentata una tabella relativa alle amministrazioni che si sono succedute in questo comune.
| Periodo        | Periodo        | Primo cittadino     | Partito                                                        | Carica  | Note  |
| -------------- | -------------- | ------------------- | -------------------------------------------------------------- | ------- | ----- |
| 3 giugno 1985  | 3 giugno 1990  | Gaspare Valter Giai | Partito Comunista Italiano                                     | Sindaco | [ 9 ] |
| 3 giugno 1990  | 24 aprile 1995 | Gaspare Valter Giai | Partito Democratico della Sinistra, Partito Comunista Italiano | Sindaco | [ 9 ] |
| 24 aprile 1995 | 14 giugno 1999 | Gaspare Valter Giai | -                                                              | Sindaco | [ 9 ] |
| 14 giugno 1999 | 14 giugno 2004 | Gaspare Valter Giai | centro-sinistra                                                | Sindaco | [ 9 ] |
| 14 giugno 2004 | 8 giugno 2009  | Mauro Russo         |                                                                | Sindaco | [ 9 ] |
| 8 giugno 2009  | 26 maggio 2014 | Mauro Russo         | lista civica                                                   | Sindaco | [ 9 ] |
| 26 maggio 2014 | 27 maggio 2019 | Giuseppe Galliano   | lista civica                                                   | Sindaco | [ 9 ] |
| 27 maggio 2019 | in carica      | Mauro Russo         | lista civica                                                   | Sindaco | [ 9 ] |

### Altre informazioni amministrative
Il comune faceva parte della Comunità Montana Valle Susa e Val Sangone.

## Sport

### Calcio
La principale squadra di calcio della città è l'A.S.D. Polisportiva Chianocco che milita nel girone H piemontese e valdostano di 2ª Categoria.